# Dichato
Dichato è una cittadina di 3 057 abitanti della Provincia di Concepción (Cile).
Tipico borgo marinaro, centro turistico del sud de Cile, è noto per il suo porticciolo.